# Lervulkan

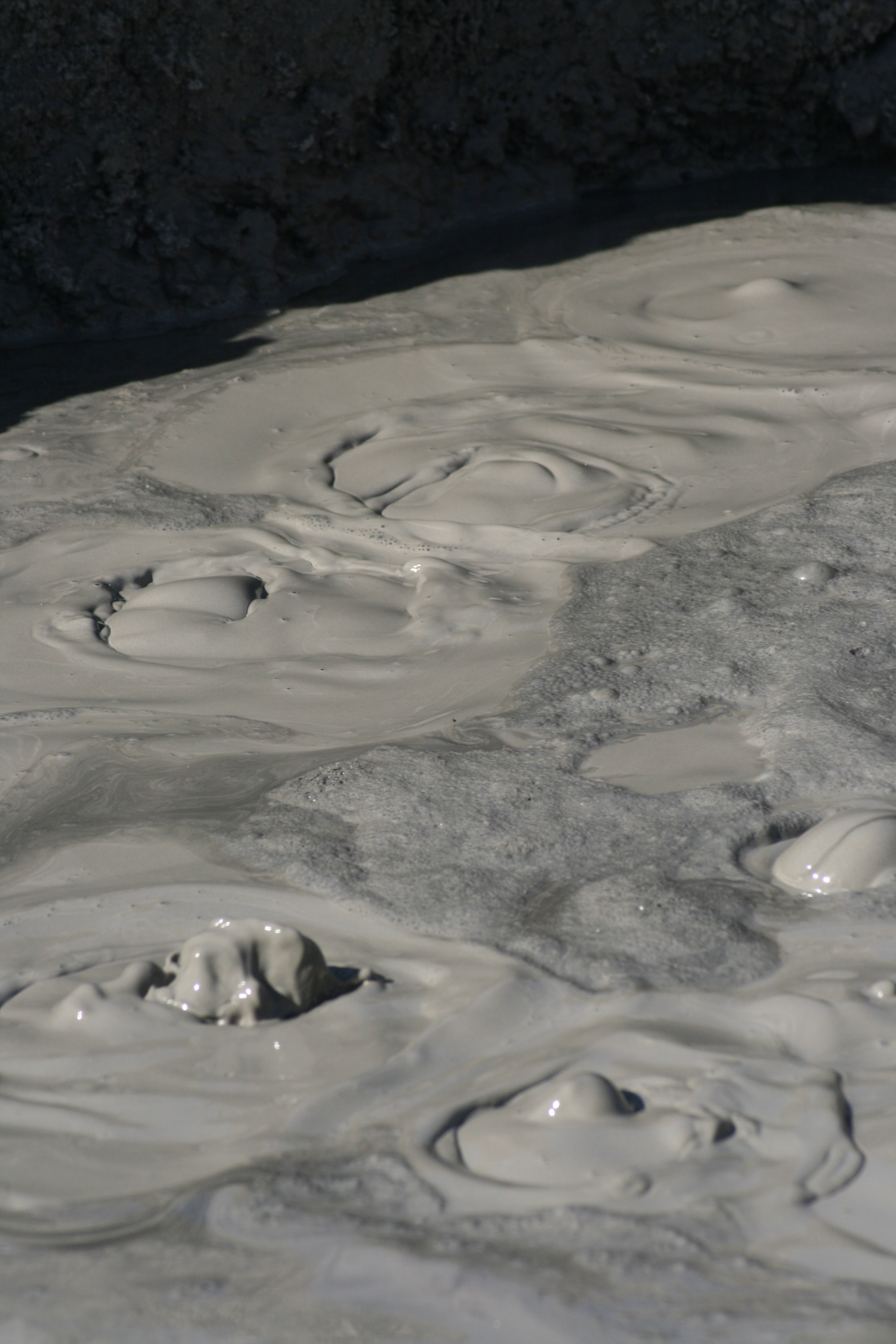
Lervulkan.

En lervulkan är en vulkan som håller lägre temperatur än de flesta andra sorters vulkaner. Detta innebär att lervulkaner inte spyr ut lava utan spyr ut lera.
Den kanske största lervulkanen i världen finns på östra Java, i Indonesien. Vid ett utbrott 2006 blev 40 000 hemlösa, medan ett dussin människor dog.